# Ліам Брідкатт
Лі́ам Брідка́тт (англ. Liam Bridcutt; нар. 5 травня 1989 року, Редінг, Англія) — англійський футболіст. Півзахисник клубу «Брайтон енд Гоув Альбіон».

## Клубна кар'єра

### «Челсі»
Брідкатт пройшов через молодіжну систему «Челсі» та підписав професійний контракт улітку 2007 року. 8 лютого 2008 року футболіст на правах оренди перейшов до «Йовіл Таун», а наступного дня вже дебютував за нову команду а матчі з «Волсоллом». 27 листопада того ж року Ліам знову на правах оренди приєднався до «Вотфорда». 29 листопада Брідкатт вперше зіграв за нову команду у грі проти «Донкастер Роверз». 19 серпня 2009 року червовий раз відправився оренду — у «Стокпорт Каунті». Дебютував у новій команді футболіст проти своєї майбутньої команди, «Брайтон енд Гоув Альбіон». У матчі проти «Порт Вейл» Ліам забив свій перший гол у професіональній кар'єрі.

### «Брайтон енд Гоув Альбіон»
28 серпня 2010 року Брідкатт підписав п'ятимісячний контракт з клубом «Брайтон енд Гоув Альбіон», 5 листопада сторони продовжили угоду до кінця сезону. У матчі проти «Карлайл Юнайтед» Ліам забив свій перший м'яч за нову команду. 19 лютого 2012 року півзахисник двічі відзначився автоголом в матчі п'ятого раунду Кубка Англії проти «Ліверпуля», «Брайтон» поступився з рахунком 6:1.